# Torre Suda
Torre Suda è l'unica frazione di Racale in provincia di Lecce; si affaccia sul mar Ionio. Si trova nel Salento sud-occidentale e prende il nome da una torre costiera a forma circolare, alta 13,5 metri, costruita nel XVI secolo a baluardo delle scorrerie dei turchi. Fino al 1800 veniva chiamata "torre di" o "della Suda", il che indica chiaramente che a sua volta prese il nome dalla località su cui sorse, chiamata Suda, secondo un toponimo greco bizantino. 
Il mare pulito, le piccole baie naturali e la macchia mediterranea ne fanno una meta turistica estiva di rilievo lungo la costa ionica salentina. Sono da ammirare le ville in stile moresco costruite nei primi anni del '900 dalle famiglie benestanti di Racale per trascorrervi la villeggiatura. 
La piccola chiesetta situata di fronte alla piazzetta San Marco è dedicata alla B.V. Maria Stella del Mare.
Da poco è stata eletta a sede parrocchiale, la cui festa si svolge la prima domenica dopo Ferragosto con la tradizionale Cuccagna a mare, nel cosiddetto "Canale t'urpe" (Canale della volpe).

## Torre costiera

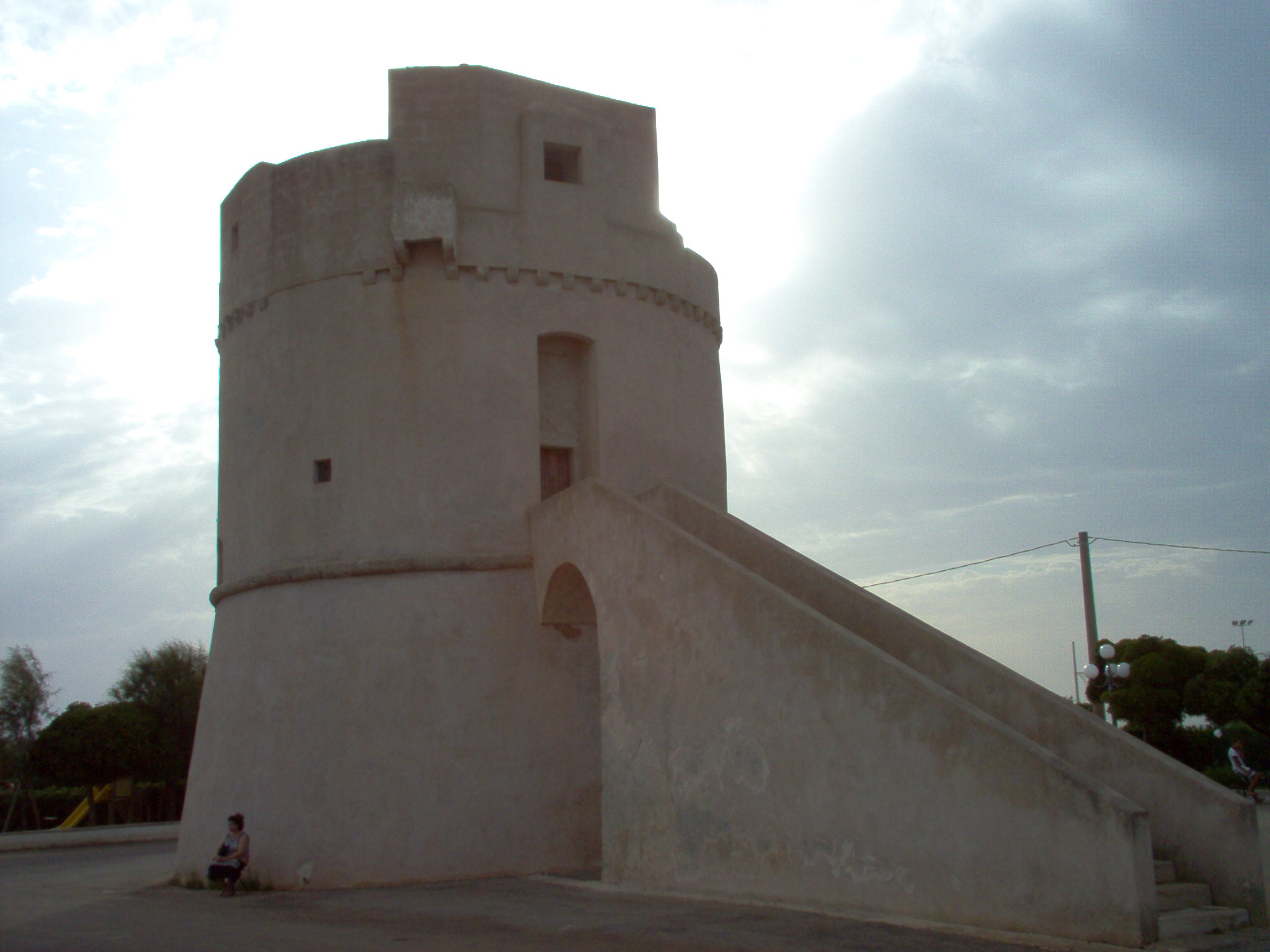
La torre da cui trae il nome Torre Suda

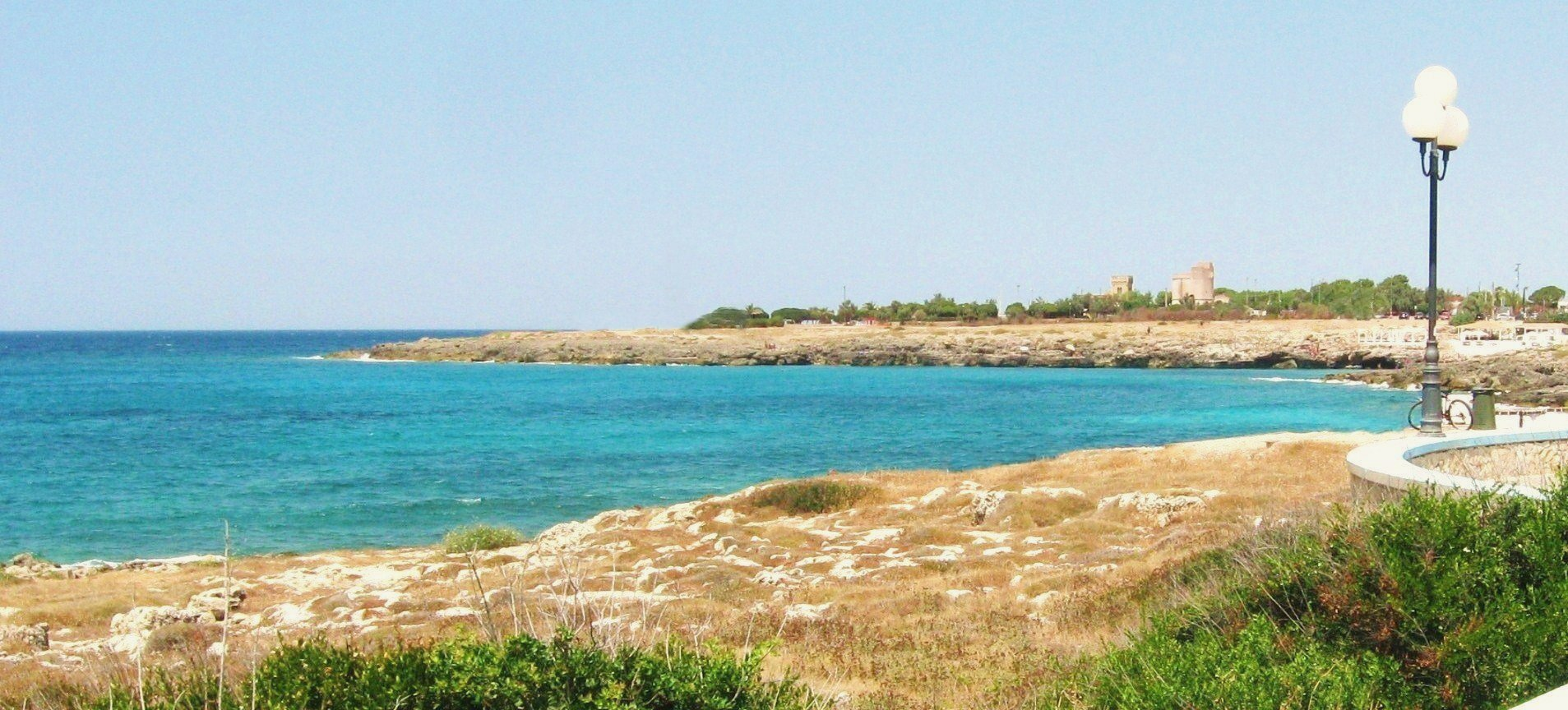
Panoramica della costa meridionale di Torre Suda

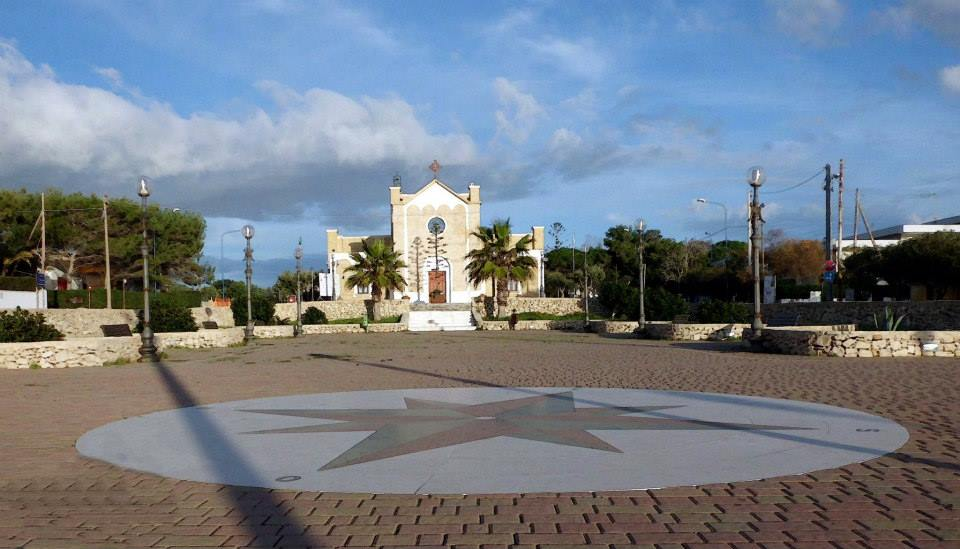
Veduta di piazzetta San Marco. Sullo sfondo la chiesa della Beata Vergine Maria Stella Maris

La torre fu eretta nel XVI secolo contro le incursioni turche che devastavano la penisola salentina. Ha una base scarpata e, sopra il cordolo, si sviluppa con un corpo cilindrico fino al coronamento di piccoli beccatelli. In sommità sono presenti una caditoia e la garitta di vedetta. Una scalinata conduce alla porta levatoia del primo piano, nel quale è presente un ambiente ottagonale con volta a spicchi. La base è occupata dalla cisterna. Comunicava visivamente a sud con Torre Sinfonò, nel comune di Alliste, a nord con Torre del Pizzo, nel comune di Gallipoli. Il nome "Suda" deriva dalla località su cui sorge la torre, quindi è preesistente ad essa, di origine greca, significa "fortificazione".

## Le Spiagge
La costa di Torre Suda è caratterizzata da scogliere basse e mare cristallino. Le spiagge più famose includono:
Spiaggia delle Monache: Una piccola insenatura rocciosa con acque turchesi, perfetta per lo snorkeling.
Punta della Suina: Una delle spiagge più belle del Salento, con sabbia fine e un mare trasparente.
Spiaggia di Mancaversa: Situata a pochi minuti di auto, offre sabbia dorata e fondali bassi, ideali per le famiglie.
Parco Naturale Regionale Litorale di Ugento: Un'area protetta che si estende lungo la costa, perfetta per escursioni, birdwatching e immersioni nella natura incontaminata.

## Eventi e Manifestazioni
Durante l'estate, Torre Suda si anima con una serie di eventi culturali e festeggiamenti:
Sagra del Pesce: Un evento gastronomico che celebra i sapori del mare con piatti tradizionali a base di pesce fresco.
Festa Patronale di Santa Maria della Pace: Celebrata con processioni, concerti e fuochi d'artificio.
Mercatini Estivi: Mercati serali dove è possibile acquistare prodotti locali, artigianato e souvenir